# Areal
Areal là một đô thị thuộc bang Rio de Janeiro, Brasil. Đô thị này có diện tích 111,494 km², dân số năm 2007 là 11147 người, mật độ 100 người/km².